# Dorothy Gulliver
Pour les articles homonymes, voir Gulliver.

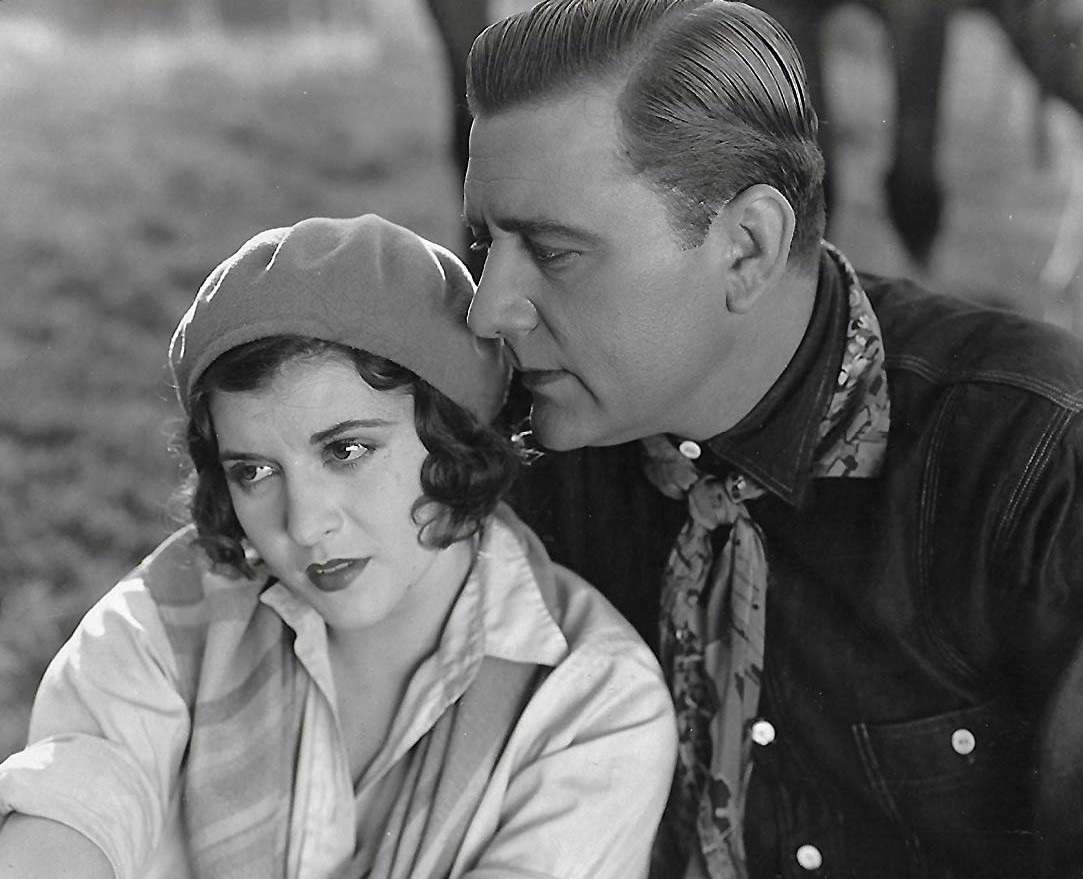
Dans Under Montana Skies (1930),
avec Kenneth Harlan (photo promotionnelle)

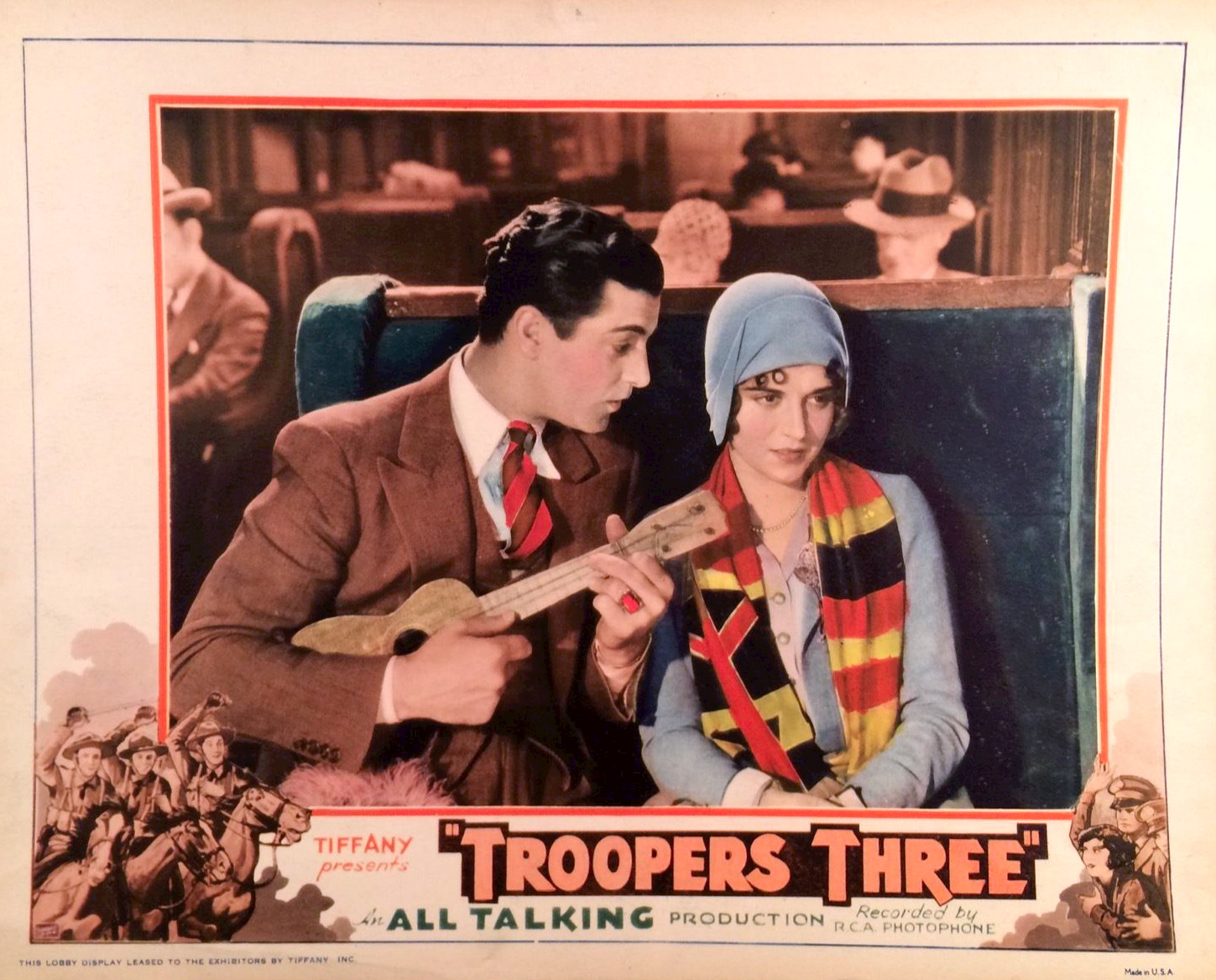
Trois de la cavalerie (1930),
avec Rex Lease (poster promotionnel)

Dorothy (Kathleen) Gulliver, née le 6 septembre 1908 à Salt Lake City (Utah) et morte le 23 mai 1997 à Valley Center (Californie), est une actrice américaine.

## Biographie
Dorothy Gulliver, une des WAMPAS Baby Stars de 1928, contribue au cinéma à trente-trois films américains entre 1926 et 1944, dont des courts métrages, des serials et des westerns de série B.
Mentionnons Under Montana Skies de Richard Thorpe (1930, avec Kenneth Harlan), The Phantom of the West de D. Ross Lederman (1931, avec Tom Tyler) et L'Aigle de la mort de Ford Beebe et B. Reeves Eason (1932, avec John Wayne).
Quasiment retirée après 1944, elle réapparaît néanmoins à la télévision américaine dans deux séries (1953-1957), puis dans deux ultimes films américains, Faces de John Cassavetes (1968, avec Gena Rowlands) et enfin Won Ton Ton, le chien qui sauva Hollywood de Michael Winner (1976, avec Madeline Kahn).

## Filmographie

### Cinéma (sélection)
- 1926 : The Winking Idol (en), serial de Francis Ford : rôle indéterminé
- 1927 : One Glorious Scrap (en) d'Edgar Lewis : Joan Curtis
- 1927 : The Shield of Honor d'Emory Johnson
- 1928 : Ah ! Ces belles-mères ! (en) (Honeymoon Flats) de Millard Webb : Lila Garland
- 1928 : L'Honnête Monsieur Freddy (Good Morning, Judge) de William A. Seiter : Ruth Grey
- 1928 : The Wild West Show de Del Andrews
- 1929 : La Combine (Night Parade) de Malcolm St. Clair : Doris O'Connell
- 1930 : Under Montana Skies de Richard Thorpe : Mary
- 1930 : Trois de la cavalerie (Troopers Three) de Norman Taurog et B. Reeves Eason : Dorothy Clark
- 1930 : The Phantom of the West, serial de D. Ross Lederman : Mona Cortez alias Mary Smith
- 1931 : The Galloping Ghost (serial)
- 1932 : L'Aigle de la mort (The Shadow of the Eagle), serial de Ford Beebe et B. Reeves Eason : Jean Gregory
- 1933 : Revenge at Monte Carlo de B. Reeves Eason : Diane
- 1933 : King Kong de Merian C. Cooper et Ernest B. Schoedsack : une bourgeoise au théâtre
- 1935 : Fighting Caballero (en) d'Elmer Clifton : Pat
- 1936 : Les Vengeurs de Buffalo Bill (en) (Custer's Last Stand), serial d'Elmer Clifton : Red Fawn
- 1938 : In Early Arizona (en) de Joseph Levering : Alice Weldon
- 1939 : North of Shanghai (en) de D. Ross Lederman : Sue
- 1942 : A Tragedy at Midnight (en) de Joseph Santley : Mlle Tindall
- 1968 : Faces de John Cassavetes : Florence
- 1976 : Won Ton Ton, le chien qui sauva Hollywood (Won Ton Ton, le Dog Who Saved Hollywood) de Michael Winner : la vieille dame dans le bus

### Télévision (intégrale)
(séries)
- 1953 : Mr. and Mrs. North (en), saison 1, épisode 31 Hot Mink de Ralph Murphy : une vendeuse
- 1957 : Official Detective (en), saison unique, épisode 1 Armor Attack : Mme Samka

## Distinction
- 1928 : WAMPAS Baby Stars.